# Grupo Dadalto
O Grupo Dadalto é um grupo empresarial brasileiro, criado no ano de 1937 pelo empresário Antônio Dadalto, em Conceição do Castelo, Espírito Santo. O grupo conta com mais de 1,2 mil colaboradores, tendo entre as empresas-membro: Dadalto Lojas de Departamento, Dacasa Financeira, CSC Serviços Compartilhados, Siga Contact Center, Facilita Vendas e Serviços e FEAD – Fundação Educacional Antonio Dadalto.